# Koller (österreichische Adelsgeschlechter)

Wappen der Freiherren von Koller

Wappen der Ritter von Koller

Koller heißen mehrere österreichische Adelsfamilien unterschiedlicher Abstammung.

## Freiherren von Koller (1809)
Das Freiherrendiplom erhielt 1809 Franz von Koller (1767–1826), Generaladjudant Schwarzenbergs, für sich und seine Nachfahren. Einer seiner Söhne war Alexander von Koller (1813–1890), k.u.k. General der Kavallerie.
Das Wappen ist geteilt und oben gespalten. Das rechte obere Feld zeigt zwei schräglinke rote Balken in Silber. Im linken oberen blauen Feld ein sechsstrahliger goldener Stern. Im unteren silbernen Feld ist ein roter Löwe, der seiner rechten vorderen Pranke einen goldenen Stern hält.

## Ritter von Koller (1783)
Joseph Koller erhielt 1783 den erblichen Ritterstand. Das Wappen ist durch einen schräglinken Balken geteilt in Silber und Rot. Der Balken ist farblich geteilt, oben blau und unten golden. Die Wappenfelder tragen in der jeweiligen Gegenfarbe drei Rosen in der Anordnung 2 und 1.

## Weitere Adelserhebungen
- Johann Adam Koller, Hausbesitzer in Speier, erhielt 1741 den erbländisch-österreichischen Ritterstand
- Johann Matthias Koller wurde 1769 in den erbländisch-österreichischen Adelsstand mit dem Prädikat Edler von Koller und 1792 in den Freiherrenstand erhoben
- Joseph Koller erhielt 1813 das erbliche Adelsdiplom
- Zacharias Koller erhielt 1719 das erbliche Adelsdiplom mit dem Prädikat „von Kollenstein“